# Rudolph Arent van Holthe tot Echten
Rudolph Arent van Holthe tot Echten, ook: Van Echten van Holthe (Echten, 7 juli 1803 - aldaar, 19 december 1875) was een Nederlandse politicus.

## Leven en werk
Jhr. Van Holthe tot Echten was een zoon van de gedeputeerde van Drenthe Rudolph Otto van Holthe tot Echten en Anna Geertruida van Echten. In tegenstelling tot de rest van de familie ging hij zich Van Echten van Holthe noemen in plaats van Van Holthe tot Echten. Van 1832 tot 1835 was hij burgemeester van Ruinen. In dat jaar was hij gedurende korte tijd burgemeester van Hoogeveen. In 1835 werd hij gekozen tot lid van Provinciale Staten van Drenthe. Hij werd als burgemeester opgevolgd door zijn jongere broer Hendrik Gerard. Hij was veertig jaar lid van Provinciale Staten en was gedurende deze periode ook gedeputeerde van Drenthe.
Van Holthe tot Echten was commissaris van de Drentsche Kanaal-Maatschappij net als zijn broer Anne Willem, die van 1850 tot 1853 directeur en president-commissaris van deze maatschappij was. Van Holthe tot Echten was ook een van de oprichters van het Drentse Genootschap ter bevordering van de landbouw. Hij was de eerste voorzitter van het genootschap en vervulde deze functie gedurende dertig jaar. Hij overleed in december 1875 te Ruinen op 72-jarige leeftijd.